# Fatutaka
Fatutaka o Fatu Taka es una pequeña isla de origen volcánico de las Islas Salomón, en el sur del océano Pacífico, situada en la provincia de Temotu. Se trata de la recalada situada más al este del país. Se trata del afroramiento sobre el nivel del mar de un volcán extinguido, que llega a elevarse 122 metros. Tiene una superficie de 0,18 km². Dista aproximadamente 60 km de la isla de Anuta, cuyos habitantes la empleaban para la jardinería.
La isla fue azotada en 2003 por el huracán Zoe, al igual que las vecinas islas de Anuta y Tikopia.
- Datos: Q1398335